# Élie Énos
Pour les articles homonymes, voir Enos.
Élie Léon, (ou Élie-Léon) Énos (ou Aïnos) est un avocat, français, né à Alger, le 10 octobre 1833, et mort à Saint-Eugène (aujourd'hui Bologhine) le 2 février 1885 ,,. Sa demande d'inscription au tableau des avocats d'Alger est l'origine de l'affaire Énos (ou Aïnos) au terme de laquelle émerge le statut juridique des indigènes d'Algérie.

## Biographie

### Enfance et études
Élie naît le 10 octobre 1833 à Alger, moins de quatre ans après la prise de celle-ci. Il est le fils de Judas Énos et de son épouse, Esther née Smadja,,,, tous deux Juifs d'Algérie. À sa naissance, ses parents ont déjà cinq enfants, trois fils et deux filles : Abraham, l'aîné, est né en 1818 ; Ricca, la cadette, est née en 1824 ; puis suivent Zacharie et Denina, probables jumeaux nés en 1826 ; et David, né en 1831. La fratrie s'agrandit en 1840 avec la naissance de Bella, la benjamine.
Élève brillant, Élie entre au lycée d'Alger (auj. lycée Émir-Abdelkader). Il s'y distingue en remportant divers prix comme le relate la presse juive française telle que les Archives israélites de France et l'Univers israélite. En 1852, alors en classe de rhétorique (auj. classe de première), il obtient cinq nominations, dont le premier prix de vers latins, et le premier accessit de langue arabe. Il obtient ensuite le premier prix d'excellence en logique. Y ayant terminé ses classes, il quitte Alger et l'Algérie pour Montpellier où il est reçu bachelier ès lettres. Il devient le premier bachelier « issu du judaïsme algérien » à une époque où une quinzaine de lycéens sont reçus chaque année au baccalauréat dans toute l'Algérie. Se destinant à la carrière d'avocat et nulle école de droit n'existant alors en Algérie, il reste en Métropole. Il quitte Montpellier pour Toulouse où il entre à l'école de droit, devenant le premier « israélite indigène » qui entreprenne des études supérieures et fasse son droit. L'« étudiant colonial » s'y distingue en obtenant la mention honorable en première année. Le 9 juin 1858, il est reçu licencié en droit. Le 10 juillet, après avoir été présenté par Adolphe Crémieux, il prête le serment d'avocat devant la première chambre de la Cour impériale (auj. cour d'appel) de Paris,. Le 12 juillet 1858, il est admis au stage par un arrêté du conseil de l'ordre des avocats de Paris. Il poursuit ses études de droit à Paris où il obtient son doctorat. Le 30 juillet 1861, il est porté sur le tableau de l'ordre des avocats de Paris par une autre décision de son conseil,.

### Affaire Énos
Élie retourne à Alger quelques mois plus tard, avec l'intention d'y exercer sa profession. Le 18 novembre 1861, il demande au bâtonnier d'être porté au tableau des avocats d'Alger,. Mais, le 28, le conseil de l'ordre rejette sa demande au motif qu'il ne justifie pas de sa qualité de Français,. Il interjette appel et obtient, le 28 novembre 1862, un arrêt favorable de la Cour impériale (d'appel) d'Alger. Le conseil de discipline se pourvoit alors en cassation, mais son pourvoi est rejeté par la Cour de cassation par un arrêt du 15 février 1864. La Cour confirme la nationalité française des « Israélites indigènes algériens » qu'elle a reconnue, semble-t-il pour la première fois, par un arrêt de la chambre des requêtes du 19 août 1858. Antérieurement à cet arrêt, la Cour de cassation avait déjà reconnu la nationalité française aux juifs « indigènes », notamment par un arrêt du 15 avril 1862.

### Carrière
À la suite de l'arrêt de la Cour de cassation, Élie devient le premier avocat « indigène » inscrit au barreau d'Alger.
Un décret du 18 juillet 1864 le nomme défenseur près le tribunal de première instance de Sétif,. Le 15 août 1866, il est encore le « seul défenseur israélite algérien » que compte l'Algérie. La « clientèle catholique et kabyle » ne manque pas de faire appel à lui. En 1866, deux plaideurs le font traduire devant le tribunal de police correctionnelle de Sétif. Il est défendu par maître Honel, avocat, directeur du Lien d'Israël, collaborateur de la Vérité israélite et rédacteur en chef du Moniteur du Bas-Rhin. L'issue du procès semble avoir été favorable à Élie qui figure au nombre des défenseurs près le tribunal de Sétif dans les éditions 1867 et 1868 de l'Almanach impérial.
Par un décret du 6 juillet 1867, alors qu'il réside à Sétif, il est admis à jouir des droits de citoyen français.
Il est ensuite juge au tribunal de première instance de Blida où il est remplacé par un décret du 18 juin 1871.
Le 24 octobre 1870, le décret Crémieux confère la citoyenneté française aux « israélites indigènes des départements de l'Algérie ». Mais, le 21 juillet 1871, dix mois après sa promulgation, le ministre de l'Intérieur, Félix Lambrecht, dépose à l'Assemblée nationale un projet de loi tendant à son abrogation. Élie forme, avec Mardochée Lévi-Valensi et Karibou, présidents des consistoires d'Alger et de Constantine, ainsi que Chiche et Benichon, la délégation qui accompagne Adolphe Crémieux lors de son entretien avec Adolphe Thiers le 15 avril 1871. Le décret est maintenu bien qu'un décret du 7 octobre 1871, l'amendement Lambrecht, en restreigne l'application aux juifs dont l'origine algérienne est attestée.
En 1880, son cabinet est au 23, rue Médée à Alger.

### Vie privée
Le 24 septembre 1878, Élie épouse Rachel Mesguis, fille d'Élioua Mesguis, négociant, et d'Aziza Tabet avec qui il aura  trois filles : Élise Louise, née le 19 juillet 1879, Bellar Claire, née le 27 janvier 1881,
Blanche Esther, née le18 janvier 1883.
Élie meurt à Saint-Eugène (auj. Bologhine) le 2 février 1885,. Il est inhumé le jour même au cimetière de Saint-Eugène où il repose.